# Parc quasi national de Mikawa-wan
Le parc quasi national de Mikawa-wan (三河湾国定公園, Mikawa-wan Kokutei Kōen) est un parc quasi national situé dans la préfecture d'Aichi au Japon. Créé le 10 avril 1958, il s'étend sur 94,43 km2.